# 쿵푸 팬더 (비디오 게임)
쿵푸 팬더(Kung Fu Panda)는 액티비젼이 개발한 게임 소프트웨어이다.